# جاك كاين
جاك كاين هو لاعب هوكي الجليد كندي، ولد في 8 سبتمبر 1936.

## وصلات خارجية
- جاك كاين على موقع HockeyDB.com (الإنجليزية)